# Nouvelle-Zélande aux Jeux paralympiques d'hiver de 2014
La Nouvelle-Zélande participe aux Jeux paralympiques d'hiver de 2014 à Sotchi, en Russie, du 7 au 16 mars 2014. Il s'agit de la dixième participation de ce pays aux Jeux paralympiques d'hiver.
Le pays est représenté par trois athlètes : deux en ski alpin et un en snowboard. Parmi eux, le skieur Adam Hall, champion paralympique en titre dans l'épreuve du slalom debout, et seul Néo-Zélandais médaillé aux Jeux de Vancouver en 2010,.

## Médaillés
| Sport                  | Discipline          | Athlète(s)   | Catégorie | Performance   | Date    |
| Médailles d'argent : 1 |                     |              |           |               |         |
| Ski alpin              | Slalom géant hommes | Corey Peters | Assis     | 1 min 15 s 10 | 15 mars |

## Par discipline

### Ski alpin
Adam Hall prend part aux épreuves debout, tandis que son compatriote Corey Peters concourt aux épreuves assises, en monoski.

### Snowboard
Pour la première apparition du snowboard aux Jeux paralympiques, l'unique représentant néo-zélandais est Carl Murphy.